# L'ultima estate (Cesarina Vighy)
L'ultima estate è un romanzo del 2009 scritto da Cesarina Vighy. Il libro è stato una delle sorprese editoriali del 2009 vincendo il Premio Campiello opera prima, il Premio Cesare De Lollis ed entrando nella cinquina del Premio Strega. I suoi diritti sono stati venduti in diversi paesi del mondo tra cui Francia (Editions du Seuil), Spagna (Roca editorial), Germania (Hoffmann und Campe), Olanda (W.A. Bruna P.) e Brasile (Bertrand).
Dal libro è stato tratto un audiolibro, a cura di EMONS, con la voce dell'attrice Ottavia Piccolo.

## Trama
Z. è malata. Gravemente. Dallo spazio ristretto da cui guarda il mondo, osserva il tenace manifestarsi della vita: l'andirivieni dei vicini, un merlo che fa il nido, i piccioni in cerca di cibo.
Per lei, ora, ogni gesto è enorme, la quotidianità difficilissima.
La notte, con la gatta a farle compagnia, ecco che i sogni intervengono ad aggravare il tormento o alleviare il fastidio di resistere a sé stessi e sopravvivere alla sconfitta. Sulla pagina, allora, il dolente resoconto di un'esistenza vicina alla fine diventa il ricordo di una vita che, pur segnata fin dall'inizio, finalmente appare bella. 
La nascita fuori dal matrimonio, l'infanzia sotto le bombe, il primo disastro sentimentale riemergono insieme alla tentazione omosessuale, il ricorso alla psicoanalisi e l'esperienza del femminismo: davanti agli occhi della protagonista, chiusi in cerca di pace, scorrono 70 anni, i suoi. Le immagini dei cari e meno cari fantasmi si alternano così al calendario delle cure e delle medicine che regolano il tempo attuale e le nevrosi, gli errori, i rimorsi, che inevitabilmente si riaffacciano dal passato, si confondono con le difficoltà e la paura di un'invalidità progressiva che amplifica ogni percezione costringendo alla consapevolezza chi scrive quanto chi legge.

## Edizioni italiane
- Cesarina Vighy, L'ultima estate, Fazi Editore, 2009,  p. 190, ISBN 978-88-6411-012-7.
- Ottavia Piccolo legge L'ultima estate, Audiolibro, 4 CD Audio, Emons editore, 2009.
- Ottavia Piccolo legge L'ultima estate, Audiolibro, nuova edizione in Mp3, Emons editore, 2011.
- Cesarina Vighy, L'ultima estate, (edizione tascabile), TEA, 2012.
- Cesarina Vighy, L'ultima estate e altri scritti. Introduzione di Pier Vincenzo Mengaldo, Fazi Editore, 2017,  p. 318, ISBN 978-88-9325-206-5.

## Edizioni estere
- Cesarina Vighy, Mein letzter Sommer, Germania, Hoffmann und Campe, 2010.
- Cesarina Vighy, Deze laatste zomer, Olanda, Orlando, 2010.
- Cesarina Vighy, El último verano, Spagna, Roca Editorial, 2010.
- Cesarina Vighy, Le Monde à ma fenêtre, Francia, Éditions du Seuil, 2011.
- Cesarina Vighy, Ostatnie lato, Polonia, WYDAWNICTWO, 2011.
- Cesarina Vighy, Mein letzter Sommer, Germania (tascabile), Btb Verlag, 2012.
- Cesarina Vighy, O último verão, Brasile, Bertrand Brasil, 2014.
- Cesarina Vighy, Musim Panas Terakhir (Indonesia), Yayasan, 2024.